# Sin vergüenza (telenovela)
Sin vergüenza fue una telenovela producida en Colombia por  RTI Televisión  para Telemundo en 2007. Es una adaptación de la chilena Entre medias.
Protagonizada por Gaby Espino, Ivonne Montero, Paola Toyos y Margarita Ortega, junto a Javier Gómez, Salvador del Solar, Alejandro de la Madrid, Jorge Aravena y Alfredo Ahnert, y con las participaciones antagónicas de Diana Quijano, Cristóbal Lander y Danilo Santos.

## Argumento
Cuenta la historia de cuatro amigas, Renata (Gaby Espino), Maite (Ivonne Montero), Paloma (Paola Toyos) y Fernanda (Margarita Ortega), dueñas de la empresa de ropa interior para damas "Sin vergüenza" que enfrentan el amor, la pasión, la maldad y la amistad. Viven en Bogotá, Colombia.
Cada una tiene su amor, pero también tiene un rival. En el caso de Renata, su amor es Raimundo (Javier Gómez), un hombre casado y con dos hijos, pero la esposa de este, Memé , no permite que Renata sea feliz con él. En el caso de Maite, su amor es su exesposo, Max, pero la esposa actual de él no permite que ellos sean felices gracias a que también tiene una hija con él. En el caso de Paloma, Rafael (Alejandro De La Madrid) es su novio actual, pero llega Julián (Salvador Del Solar), el padre de los dos hijos de Paloma, a complicarlo todo y a enamorar otra vez a Paloma; aunque ninguno de los dos enamorados es malvado, los rivales serán ellos mismos por la riña existente entre ambos. Y en el caso de Fernanda, está casada con el padre de sus dos hijas, Esteban (Jorge Aravena), pero él no la trata muy bien solamente la exhibe como un trofeo junto a sus gemelas, cuando en la realidad ambos viven una gran insatisfacción en su intimidad; por eso ella busca otro amor, y se trata de Cristóbal (Cristóbal Lander), un hombre viudo y con una hija, pero él mismo se vuelve rival cuando enloquece al ver que Fernanda se enamora de nuevo de Esteban, y la secuestra.

## Elenco
- Gaby Espino como Renata Sepúlveda.
- Ivonne Montero como Maite Contreras.
- Margarita Ortega como Fernanda Montes.
- Paola Toyos como Paloma San Miguel.
- Javier Gómez como Raimundo Montes.
- Natalia Giraldo como Teresa Contreras.
- Diana Quijano como Mercedes "Memé" del Solar.
- Salvador del Solar como Julián Gutiérrez.
- Alejandro de la Madrid como Rafael Valdez.
- Cristóbal Lander como Cristóbal González.
- Luis Ernesto Franco como Kike.
- Alfredo Ahnert como Max Aldana.
- José Julián Gaviria como Vicente Contreras.
- Jorge Aravena como Esteban del Río.
- Martin Galindo como Roque Gutiérrez San Miguel.
- Valeria Celis como Candelaria Gutiérrez San Miguel.
- David Tominaga como Señor Anakata.
- Ivette Zamora como Nelly.
- Isabella Córdoba como Raquel.
- Alejo Correa como Dario.

## Versiones
- Entre medias (2006), una producción de TVN, fue protagonizada por Aline Küppenheim, Francisca Imboden, Antonia Zegers y Claudia Pérez.